# Marie-Noëlle Ada
Ada Meyo Marie Noelle (nascida em 6 de abril de 1990) é uma titular de concurso de beleza do Gabão que foi coroada Senhorita Gabão 2012.

## Miss Gabão 2012
Marie Noelle Ada é da província de Ngounie. Ela foi coroada Miss  2012 pela Miss Universo 2011 Leila Lopes durante uma gala festiva em 29 de dezembro de 2011 na "Cidade da Democracia" em Libreville. Ela ganhou dinheiro, uma casa e um Hyundai ix35. Ela entrou no concurso Miss Mundo 2012 na China.

## Miss World
Em 18 de agosto de 2012 ela representou o Gabão no Miss Mundo realizado no Ordos Stadium Arena na cidade de Ordos, China.
Ada disse que seus objetivos incluíam a construção de uma casa de repouso durante seu reinado como Miss Gabão.